# Zosteria affinis
Zosteria affinis là một loài ruồi trong họ Asilidae. Zosteria affinis được Daniels miêu tả năm 1987. Loài này phân bố ở miền Australasia.